# تشارلز كراوس
تشارلز كراوس (بالإنجليزية: Charles Kraus)‏ هو ساحر استعراضي أمريكي، ولد في 26 يوليو 1946 في نيويورك في الولايات المتحدة.

## وصلات خارجية
- الموقع الرسمي